# Albiano d'Ivrea
Albiano d'Ivrea är en ort och kommun i storstadsregionen Turin, innan 2015 provinsen Turin, i regionen Piemonte, Italien. Kommunen hade 1 677 invånare (2017).